# 統計家
統計家（とうけいか、 statistician〈スタティスティシャン〉）とは、統計学の専門家である。類語にデータサイエンティストなど。学術的な側面を強調する場合は統計学者（とうけいがくしゃ）とも呼ばれる。
統計家は主に臨床統計、保険数理、市場調査などの分野で活躍している。統計家は民間・公共双方の領域に存在し、統計知識を他の分野の専門知識と組み合わせるのが一般的である。また、研究者でありながら経営や統計コンサルティングに従事する統計家（統計学者）も多く存在する。